# АкаТаМус
„АкаТаМус“ е български игрален филм (мюзикъл, драма) от 1988 година на режисьора Георги Дюлгеров, по сценарий на Георги Дюлгеров и Ивайло Христов. Оператор е Пламен Сомов. Художници са Красимир Вълканов и Георги Попов.
Музиката е на Божидар Петков.
Стиховете са на Миряна Башева.

## Актьорски състав
- Лилия Игнатова – Агнеса
- Ивайло Христов – Ен Ен
- Атанас Атанасов – Динко Дионисиев
- Филип Трифонов – Страхил Цветков, шеф
- Мария Статулова – Кристи
- Иглика Трифонова – Капудалиева
- Таня Шахова – Мая
- Димитър Марин – Данчо
- Радосвета Василева – Светка
- Бранимир Маринов – Балтов
- Жана Мирчева – майка с дете
- Людмил Хаджисотиров-баща
- Мартина Вачкова – Кармина Бурана
- Людмил Хаджисотиров-син – дете
- Илиан Балинов – Асен Делон
- Йълдъз Ибрахимова (като Сузана Ерова) – певица

В танците:
- Бианка Панова – танцьорка
- Иван Недялков – пантомим
- Здравка Чонкова
- Цветелина Цветкова
- Паулина Кръстева
- Радослава Ярлийска
- Светла Чобанова
- Нина Тасева
- Виктория Димитрова
- Велислав Алтънов
- Мария Минчева
- Димитър Димитров – танцьор
- Красимира Божилова
- Стефан Дончев – танцьор
- Тереза Карнич
- Стоян Георгиев
- Даниела Грънчарова
- Орлин Ринков
- Венета Стефанова
- Жан Илиев
- Адриана Дунавска
- Тодор Костов
- Камелия Дунавска
- Здравко Стоянов
- Елица Дюлгерова (не е посочена в надписите на филма) – усмихващото се момиче